# サッカーベラルーシ代表
サッカーベラルーシ代表（サッカーベラルーシだいひょう、ベラルーシ語:Зборная Беларусі па футболе）は、ベラルーシサッカー連盟（BFF）によって構成されるベラルーシのサッカーのナショナルチームである。ホームスタジアムは、首都・ミンスクにあるディナモ・スタジアム。
1991年の代表チーム結成以降、FIFAワールドカップ本大会及びUEFA欧州選手権本大会への出場歴はない。

## 歴史
ソビエト連邦の崩壊後、初の国際試合は1992年7月20日に開催されたリトアニア戦であった（FIFA公認の試合に限定すると、同年10月28日に催されたウクライナとの親善試合）。もっとも、初勝利は1994年10月12日のルクセンブルク戦まで持ち越された。
2002 FIFAワールドカップ・ヨーロッパ予選では、最終戦でウェールズを破ればウクライナに代わってプレーオフに出場できたが、この試合に敗れプレーオフ進出はならなかった。
UEFAネーションズリーグ2018-19・グループDでは、ルクセンブルク、モルドバ、サンマリノが入る組を首位で終えた。その成績によりUEFA EURO 2020・予選でベラルーシ史上初めてプレーオフへ進出したが、ジョージアに敗れ本大会初出場はならなかった。
2022年3月3日、ベラルーシ政府が同年開始されたロシアのウクライナ侵攻に関与しているとして、UEFAはベラルーシ代表ならびにクラブチームに対してホームゲーム開催禁止を命じた。

## 成績

### FIFAワールドカップ
- 1994 - 予選敗退
- 1998 - 予選敗退
- 2002 - 予選敗退
- 2006 - 予選敗退
- 2010 - 予選敗退
- 2014 - 予選敗退
- 2018 - 予選敗退
- 2022 - 予選敗退

### UEFA欧州選手権
- 1996 - 予選敗退
- 2000 - 予選敗退
- 2004 - 予選敗退
- 2008 - 予選敗退
- 2012 - 予選敗退
- 2016 - 予選敗退
- 2020 - 予選敗退
- 2024 - 予選敗退

## 歴代監督
| 期間      | 名前                                  |
| --------- | ------------------------------------- |
| 1992-1994 | ミハイル・ヴェルゲエンコ              |
| 1994-1996 | セルゲイ・ボロフスキー                |
| 1997-1999 | ミハイル・ヴェルゲエンコ              |
| 1999-2000 | セルゲイ・ボロフスキー                |
| 2000-2003 | エドゥアルド・マロフェエフ            |
| 2002      | ヴァレリー・ストレルツォフ (暫定)     |
| 2003-2005 | アナトリー・バイダチュニー            |
| 2006-2007 | ユーリー・プントゥス                  |
| 2007-2011 | ベルント・シュタンゲ                  |
| 2011-2014 | ゲオルギ・コンドラティエフ            |
| 2014      | アンドレイ・ズィグマントヴィチ (暫定) |
| 2014-2016 | アレクサンドル・ハツケヴィチ          |
| 2017-2019 | イーゴリ・クリウシェンコ              |
| 2019-2021 | ミハイル・マルケル                    |
| 2021-2023 | ゲオルギ・コンドラティエフ            |
| 2021      | オレグ・ラドゥシュコ (1試合のみ代行)  |
| 2023-     | カルロス・アロス                      |

## 歴代選手

### GK
- ゲンナジー・トゥミロヴィチ（英語版） 1998-2004
- ユーリー・ジェフノフ（英語版） 2003-2015

### DF
- アンドレイ・アストロフスキー（英語版） 1994-2005
- セルゲイ・グレンコ 1994-2006
- セルゲイ・シュタニュク 1995-2007
- セルゲイ・アメリャンチュク（英語版） 2002-2011
- イーゴリ・フィリペンコ 2007-2017
- ドミトリー・ヴェルホフツォフ（英語版）　2008-2014
- イーゴリ・シトフ（英語版） 2008-
- アレクサンドル・マルティノヴィチ（英語版） 2009-

### MF
- セルゲイ・アレイニコフ 1992-1994
- ヴァレンティン・ベルケヴィチ（英語版） 1992-2005
- アレクサンドル・クルチー 1996-2012
- マクシム・ロマシェンコ（英語版） 1998-2008
- アレクサンドル・フレブ 2001-
- ティモフェイ・カラチョフ（英語版） 2004-2016
- イーゴリ・スタセヴィチ 2007-
- アントン・プティラ（英語版） 2008-
- セルゲイ・キスリャク 2009-
- スタニスラフ・ドラグン（英語版） 2011-

### FW
- ヴィタリー・クトゥゾフ 2002-2011
- ヴャチェスラフ・フレブ（英語版） 2004-2011
- セルゲイ・コルニレンコ 2004-2016
- ヴィタリー・ロディオノフ 2007-2017

## 歴代記録
| 位 | 選手                                 | 試合 | 得点 | 期間      |
| -- | ------------------------------------ | ---- | ---- | --------- |
| 1  | アレクサンドル・クルチー             | 102  | 5    | 1996–2012 |
| 2  | アレクサンドル・フレブ               | 80   | 6    | 2001–     |
| 2  | セルゲイ・グレンコ                   | 80   | 3    | 1994–2006 |
| 4  | セルゲイ・コルニレンコ               | 78   | 17   | 2003–2016 |
| 5  | ティモフェイ・カラチョフ             | 76   | 10   | 2004–2016 |
| 6  | セルゲイ・アメリャンチュク           | 74   | 1    | 2002–2011 |
| 7  | セルゲイ・キスリャク                 | 71   | 9    | 2009–     |
| 7  | セルゲイ・シュタニュク               | 71   | 3    | 1995–2007 |
| 7  | アリャクサンドル・マルティノヴィッチ | 71   | 2    | 2009–     |
| 10 | イゴール・シトフ                     | 66   | 1    | 2008–     |

| 位 | 選手                         | 得点 | 試合 | 期間      |
| -- | ---------------------------- | ---- | ---- | --------- |
| 1  | マクシム・ロマシェンコ       | 20   | 64   | 1998–2008 |
| 2  | セルゲイ・コルニレンコ       | 17   | 78   | 2003–2016 |
| 3  | ヴィタリー・クトゥゾフ       | 13   | 52   | 2002–2011 |
| 4  | ヴャチェスラフ・フレブ       | 12   | 45   | 2004–2011 |
| 5  | スタニスワフ・ドラフン       | 11   | 65   | 2011–     |
| 6  | ラマン・ヴァシリュク         | 10   | 24   | 2000–2008 |
| 6  | ヴィタリー・ロディオノフ     | 10   | 48   | 2007–2017 |
| 6  | ヴァレンティン・ベルケヴィチ | 10   | 56   | 1992–2005 |
| 6  | ティモフェイ・カラチョフ     | 10   | 76   | 2004–2016 |
| 10 | セルゲイ・キスリャク         | 9    | 71   | 2009–     |